# Tomáš Duba
Tomáš Duba, född 2 juli 1981 i Prag, är en tjeckisk professionell ishockeymålvakt som spelar för Krefeld Pinguine i Deutsche Eishockey Liga (DEL).
Under sin juniortid i HC Sparta Prag blev Duba draftad i den sjunde omgången av NHL Entry Draft 2001 som 217:e spelare totalt av Pittsburgh Penguins. Samma år lämnade Duba Tjeckien och skrev på för SaiPa i FM-ligan. Två säsonger blev det i Finland innan han återvände till Tjeckien och HC Znojemsti Orli.
Efter att ha spelat med Ässät skrev Duba den 1 maj 2009 på för HC Ocelari Třinec. Den 20 januari 2013 lämnade Duba Bolzano HC och skrev på för resten av säsongen 2012/2013 med Krefeld Pinguine i Deutsche Eishockey Liga (DEL). Kontraktet förlängdes den 11 april 2013 för att gälla även efterföljande säsong.
Duba representerade Tjeckien i junior-VM år 2000 och 2001 i Sverige respektive Ryssland. Under 2001 års JVM vann han en utmärkelse som turneringens bästa målvakt. Efter detta datum har Duba spelat för det tjeckiska landslaget vid ett flertal tillfällen.

## Klubbar
- SaiPa 2001–2003
- HC Znojemsti Orli 2003/2004
- HC Plzeň 2004/2005
- Leksands IF 2005/2006
- TPS 2006/2007
- HC Sparta Prag 2006–2008
- Ässät 2008/2009
- HC Oceláři Třinec 2009–2011
- HC Zlín 2010/2011
- Lev Poprad 2011/2012
- Bolzano HC 2012/2013